# Els Verds de Mallorca
Els Verds de Mallorca és un partit polític ecologista implantat a Mallorca el 1998, com a part i continuació de Els Verds de les Illes. Forma part del Partit Verd Europeu (European Green Party) a través de la Confederación de Los Verdes - Os Verdes - Els Verds - Berdeak.
La seva política de pactes l'ha duit en diverses ocasions al Consell Insular de Mallorca, al Parlament de les Illes Balears i a ajuntaments de Mallorca.
Algunes de les seves cares més conegudes han estat Jordi López, Miquel Àngel Llauger i Margalida Rosselló.
El partit, quan es deia Els Verds de les Illes Balears, fou legalitzat el 1993.
L'any 2010 Els Verds de Mallorca van iniciar un procés de convergència amb Iniciativa d'Esquerres (partit format aquell mateix any per una part important d'antics afiliats a Esquerra Unida així com un nombre considerable d'independents de l'àmbit progressista). El procés va culminar el 5 de novembre de 2010 amb una assemblea conjunta de fusió, que va donar lloc a la nova formació ecosocialista IniciativaVerds. El nou coordinador del partit és David Abril Hervás.
L'assemblea va comptar amb la participació de més de 150 persones i hi van assistir representants de les organitzacions germanes d'IniciativaVerds, com ara Raül Romeva, per part d'Iniciativa per Catalunya Verds, Joaquín Nieto, per part d'Equo, o Florent Marcellesi, per part de la Coordinadora Verda. També hi assistiren representants dels partits de les Illes Balears amb els quals IniciativaVerds ha portat endavant importants iniciatives polítiques, tant des del govern com des de l'oposició, com ara Biel Barceló del PSM, o Marian Suárez d'Eivissa pel Canvi.

## Coordinadors generals
- Margalida Rosselló (fins 2004[3])
- Miquel Àngel Llauger (2004-2007)
- Antoni Esteva (2007-2009)[4]
- Antoni Seguí (des de 2009)[5]